# Tour de Suisse 1934
Die 2. Tour de Suisse fand vom 25. August bis 1. September 1934 statt. Sie wurde in sieben Etappen über eine Distanz von 1474,5 Kilometern ausgetragen. Am Start waren 78 Radrennfahrer aus sieben Ländern.
Gesamtsieger wurde Ludwig Geyer, der bis zum Sieg von Hennes Junkermann im Jahre 1959 der einzige deutsche Gewinner der Tour blieb. Die Rundfahrt startete in Zürich mit 56 Fahrern, von denen 38 Fahrer am letzten Tag ebenfalls in Zürich ins Ziel kamen.
Paul Egli war der erste Schweizer, der eine Etappe der Tour de Suisse gewann.

## Etappen
| Etappe    | Tag          | Start – Ziel      | km    | Etappensieger       | Gesamtwertung       |
| --------- | ------------ | ----------------- | ----- | ------------------- | ------------------- |
| 1. Etappe | 25. August   | Zürich – Davos    | 227,6 | Domenico Piemontesi | Domenico Piemontesi |
| 2. Etappe | 26. August   | Davos – Lugano    | 215,5 | Francesco Camusso   | Ludwig Geyer        |
| 3. Etappe | 27. August   | Lugano – Luzern   | 205,4 | Paul Egli           | Ludwig Geyer        |
| 4. Etappe | 28. August   | Luzern – Lausanne | 235,4 | Ludwig Geyer        | Ludwig Geyer        |
| 5. Etappe | 29. August   | Lausanne – Bern   | 203   | Max Bulla           | Ludwig Geyer        |
| 6. Etappe | 31. August   | Bern – Basel      | 161,6 | Adalino Mealli      | Ludwig Geyer        |
| 7. Etappe | 1. September | Basel – Zürich    | 226   | Jean Aerts          | Ludwig Geyer        |